# Antônio Gonçalves Gravatá
Antônio Gonçalves Gravatá (Salvador, 12 de julho de 1875 – Belo Horizonte, 13 de maio de 1950) foi um engenheiro civil brasileiro, conhecido por ter executado diversas obras em Belo Horizonte, dentre as quais da Igreja Nossa Senhora de Lourdes, da Igreja Nossa Senhora das Dores, da Estrada de Ferro Central do Brasil e do obelisco da Praça Sete de Setembro, em homenagem ao centenário da Independência do Brasil em 1922.
Também executou o projeto da Usina de Álcool Motor de Minas Gerais, em Divinópolis, uma das primeiras usinas de produção de combustíveis vegetais da América Latina, além de ter sido prefeito de Rio Pomba e intendente de Coronel Fabriciano.

## Carreira
Diplomado em engenharia civil pela Escola Politécnica do Rio de Janeiro em 1901, Antônio Gonçalves Gravatá atuou posteriormente como fiscal nas obras da Estrada de Ferro Noroeste do Brasil (NOB) no estado de Mato Grosso. Em 1910, mudou-se para Minas Gerais, onde trabalhou na implantação do ramal ferroviário de Divinópolis, trecho subsidiado pela Schnoor Engenharia, além de outras obras urbanas dessa cidade.

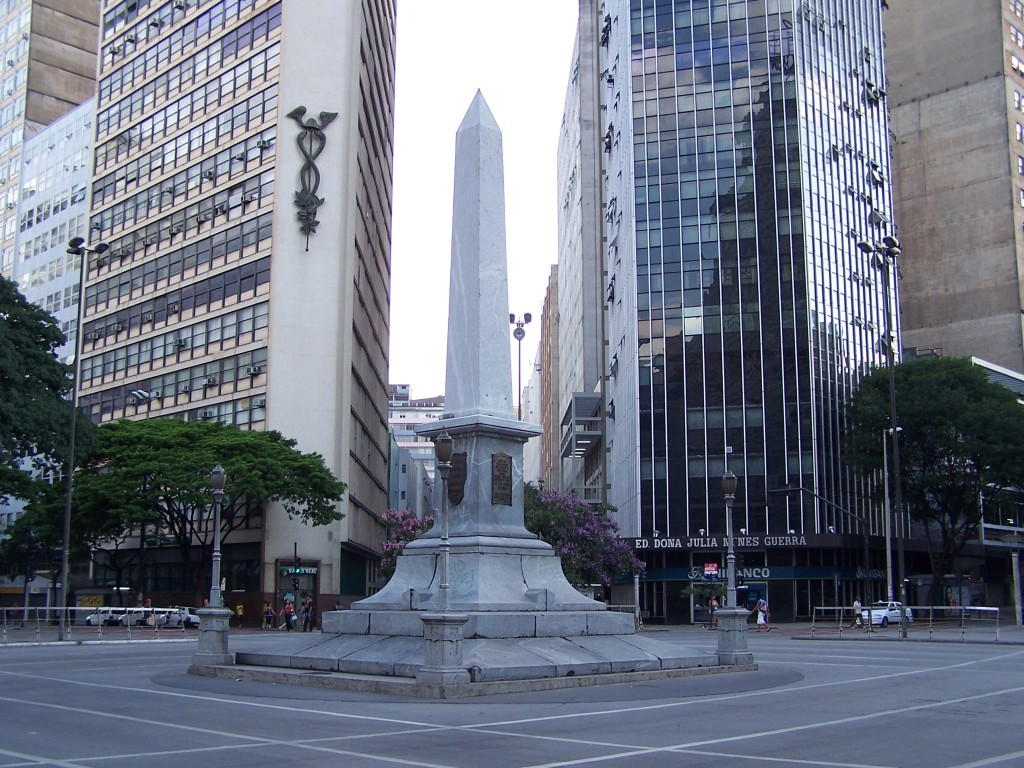
Praça Sete de Setembro, em Belo Horizonte, e o obelisco que celebra os cem anos da Independência do Brasil, executado por Antônio Gravatá.

Ainda quando era engenheiro na Schnoor Engenharia, sugeriu a construção de uma usina hidrelétrica no Rio Betim, tendo executado o projeto com recursos próprios e de seu empregador Emílio Schnoor, na Fazenda Cachoeira, de sua propriedade no atual município de Betim. Inaugurado em 1914, o empreendimento forneceu energia elétrica para localidades como Betim, Divinópolis e, até 1945, Contagem. Também concedeu auxílio econômico para Betim na área da saúde, principalmente durante a gripe espanhola de 1918, que vitimou 38 pessoas na cidade naquele ano.
Em 1920, ingressou na Diretoria de Obras Públicas da Prefeitura de Belo Horizonte, para a qual executou as obras da Igreja Nossa Senhora de Lourdes (1916–1922), da Estrada de Ferro Central do Brasil (1920–1922), do atual prédio da Estação Central (1922) e da Igreja Nossa Senhora das Dores (1922). Também em 1922, foi o engenheiro responsável pela construção do obelisco comemorativo ao centenário da Independência do Brasil, o chamado "pirulito", situado na Praça Sete de Setembro. As pedras utilizadas na construção do marco foram extraídas de uma pedreira de sua propriedade em Betim e transportadas até a capital mineira por meio da Estrada de Ferro Oeste de Minas (EFOM).
Posteriormente executou a elaboração do projeto arquitetônico da Usina de Álcool Motor de Minas Gerais, em Divinópolis, uma das primeiras usinas de produção de combustível vegetal da América Latina, da qual foi diretor-proprietário. Mais tarde ela seria rebatizada de Usina Gravatá em sua referência. Antes de seu falecimento foi prefeito do município de Rio Pomba e intendente de Coronel Fabriciano, nomeado após a instalação da cidade, em 1º de janeiro de 1949, para organizar o Poder Executivo municipal até a realização das primeiras eleições, em março do mesmo ano. Foi sucedido pelo primeiro prefeito eleito Rubem Siqueira Maia.

## Vida pessoal e reconhecimento
Antônio Gonçalves Gravatá era filho de Anodina Gonçalves de Almeida e Antônio Eusébio Gonçalves de Almeida e foi casado com Elvira da Silva Matos, com quem teve seis filhos: Hélio, Elmira, Adelaide, Madalena, Carlos e Antônio. A Usina Gravatá, em Divinópolis, esteve ativa até o começo da década de 50, poucos anos após o falecimento de Antônio Gravatá, passando então a ser utilizada como fábrica de polvilho e ração. Entre as décadas de 1960 e 70, o local foi aproveitado para depósito de produtos agrícolas, vindo a ser tombado como patrimônio cultural municipal em 1988. No entanto, permaneceu sem uso até 2007, quando a área foi reformada e passou a abrigar o Teatro Municipal Usina Gravatá. Também em Divinópolis, uma rua leva o nome de Antônio Gonçalves Gravatá desde 1992. Em Betim uma das principais ruas da cidade é denominada Rua Dr. Antônio Gravatá.